# Katja Nyberg (politiker)
Katja Maria Elisabeth Nyberg, född Svensson 16 september 1971 i Övertorneå, Norrbottens län, är en svensk politiker (sverigedemokrat). Hon är ordinarie riksdagsledamot sedan 2018, invald för Kronobergs läns valkrets sedan 2022 (dessförinnan invald för Stockholms kommuns valkrets 2018–2022).
I riksdagen är Nyberg ledamot i justitieutskottet sedan 2018 och suppleant i delegationen till den gemensamma parlamentariska kontrollgruppen för Europol.
Nyberg har arbetat som polis och varit anställd vid Nationella operativa avdelningen. Hon har suttit i regionpolisrådet och i Säkerhetspolisens insynsråd.
Nyberg inledde sitt politiska engagemang år 2014 och är ledamot för partistyrelsen i Stockholm. Sedan 2021 är hon också Sverigedemokraternas talesperson i polisfrågor.